# Saturnia spini
Saturnia spini är en fjärilsart som beskrevs av Ignaz Schiffermüller 1776. Saturnia spini ingår i släktet Saturnia och familjen påfågelsspinnare. Inga underarter finns listade.